# Chris McCormack
Chris McCormack (Sídney, 4 de abril de 1973) es un deportista australiano que compitió en triatlón.
Ganó una medalla de oro en el Campeonato Mundial de Triatlón de 1997 y una medalla de oro en el Campeonato Mundial de Triatlón de Larga Distancia de 2012. Además, obtuvo tres medallas en el Campeonato Mundial de Ironman entre los años 2006 y 2010, y tres medallas en el Campeonato Europeo de Ironman entre los años 2008 y 2010.

## Palmarés internacional
| Campeonato Mundial | Campeonato Mundial | Campeonato Mundial | Campeonato Mundial |
| Año                | Lugar              | Medalla            | Prueba             |
| ------------------ | ------------------ | ------------------ | ------------------ |
| 1997               | Perth (Australia)  | Medalla de oro     | Individual         |

| Campeonato Mundial | Campeonato Mundial | Campeonato Mundial | Campeonato Mundial |
| Año                | Lugar              | Medalla            | Prueba             |
| ------------------ | ------------------ | ------------------ | ------------------ |
| 2012               | Vitoria (España)   | Medalla de oro     | Individual         |

| Campeonato Mundial | Campeonato Mundial     | Campeonato Mundial | Campeonato Mundial |
| Año                | Lugar                  | Medalla            | Prueba             |
| ------------------ | ---------------------- | ------------------ | ------------------ |
| 2006               | Hawái (Estados Unidos) | Medalla de plata   | Individual         |
| 2007               | Hawái (Estados Unidos) | Medalla de oro     | Individual         |
| 2010               | Hawái (Estados Unidos) | Medalla de oro     | Individual         |
| Campeonato Europeo |                        |                    |                    |
| Año                | Lugar                  | Medalla            | Prueba             |
| 2008               | Fráncfort (Alemania)   | Medalla de oro     | Individual         |
| 2009               | Fráncfort (Alemania)   | Medalla de bronce  | Individual         |
| 2010               | Fráncfort (Alemania)   | Medalla de bronce  | Individual         |